# DisneyMania
DisneyMania (anche chiamato DisneyMania 1) è il primo album discografico della serie DisneyMania, pubblicato nel 2002.

## Tracce
1. Someday My Prince Will Come - Anastacia
2. Under the Sea - A*Teens
3. You'll Be in My Heart - Usher
4. When You Wish Upon a Star - 'N Sync
5. Colors of the Wind - Ashanti & Lil' Sis Shi Shi
6. I Wan'na Be Like You - Smash Mouth
7. Part of Your World - Jessica Simpson
8. I Just Can't Wait to Be King - Aaron Carter
9. Can You Feel the Love Tonight - S Club
10. Hakuna Matata - Baha Men
11. The Tiki Tiki Tiki Room - Hilary Duff
12. Beauty and the Beast - Jump5
13. Kiss the Girl - No Secrets
14. Reflection - Christina Aguilera
15. Circle of Life - Ronan Keating